# Chasewater
Chasewater är en sjö i Storbritannien.   Den ligger i riksdelen England, i den södra delen av landet, 180 km nordväst om huvudstaden London. Chasewater ligger 151 meter över havet. Arean är 0,63 kvadratkilometer. Trakten runt Chasewater består till största delen av jordbruksmark. Den sträcker sig 1,6 kilometer i nord-sydlig riktning, och 1,4 kilometer i öst-västlig riktning.
Följande samhällen ligger vid Chasewater:
- Norton Canes (6 536 invånare)